# Confucius zombana
Confucius zombana är en insektsart som beskrevs av William Lucas Distant 1910. Confucius zombana ingår i släktet Confucius och familjen dvärgstritar. Inga underarter finns listade i Catalogue of Life.